# Diceratobasis macrogaster
Diceratobasis macrogaster é uma espécie de libelinha da família Coenagrionidae.
É endémica de Jamaica. 
Os seus habitats naturais são: florestas subtropicais ou tropicais húmidas de baixa altitude.
Está ameaçada por perda de habitat.